# Sémaphore du Toulinguet
Le sémaphore du Toulinguet se situe à l'extrémité de la presqu'île de Crozon, sur la pointe du Toulinguet qui est située sur la commune de Camaret-sur-Mer en Bretagne. Il a cessé toutes activités le 01/09/2019.

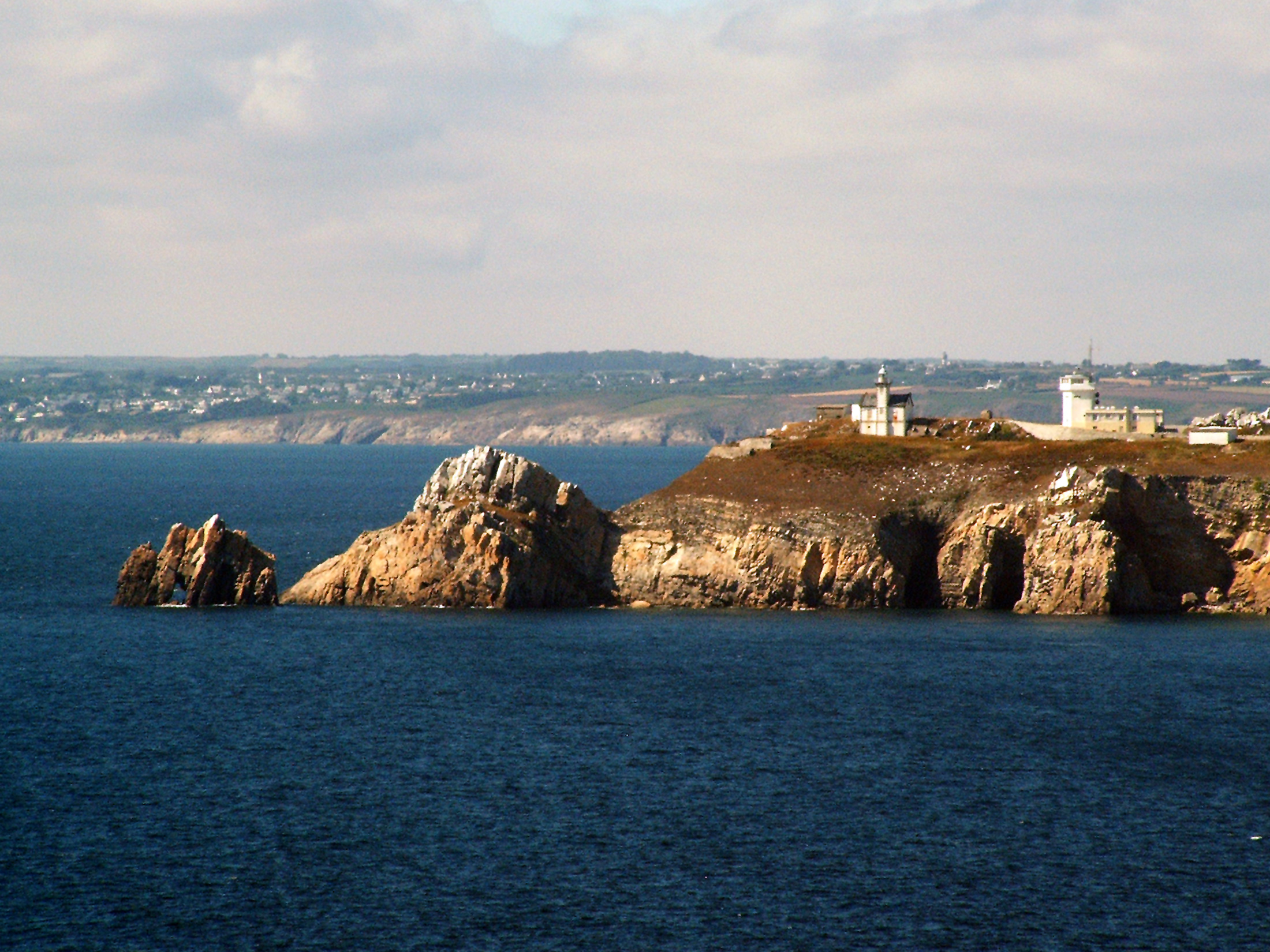
Le phare et le sémaphore du Toulinguet

Il est bâti sur un terrain militaire de la Marine nationale, des fortifications construites en 1884 en contrôlent l'accès. Dans le voisinage immédiat se trouve le phare du Toulinguet.

## Histoire

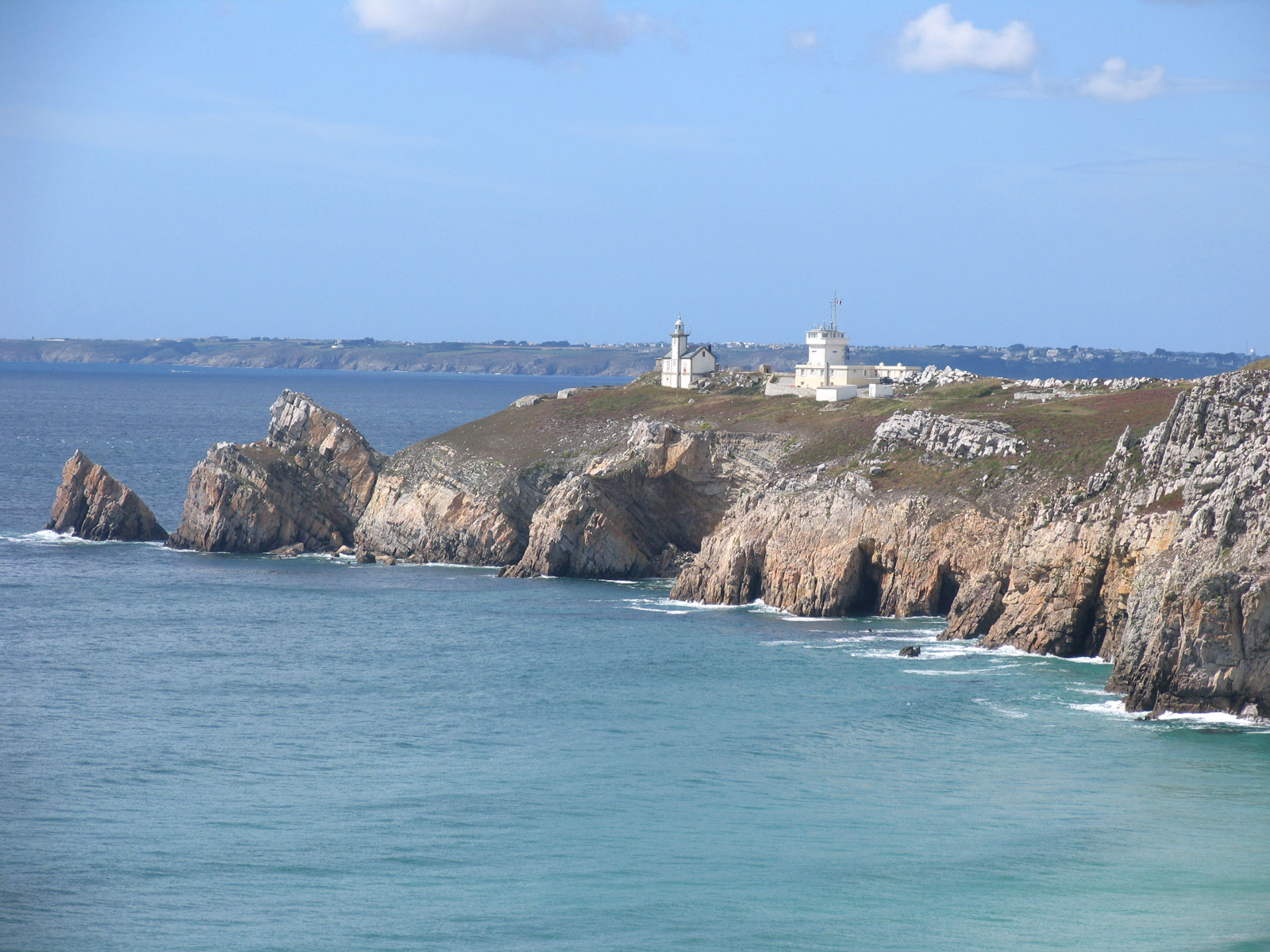
Sémaphore de la pointe du Toulinguet

Le premier mât à signaux de Camaret-sur-Mer fut installé sous Napoléon Ier sur la pointe de Penhir, il deviendra rapidement un sémaphore. Un deuxième sémaphore sera installé sur les hauteurs de Camaret-sur-Mer, avec une bonne vision sur le trafic portuaire.
Ces deux bâtiments seront presque totalement détruits lors de la Seconde Guerre mondiale. L'État-major de la Marine décide alors, après deux années d'hésitation pour choisir le site, de bâtir le nouvel édifice à côté du phare sur la Pointe du Toulinguet. Le chantier commencera en 1949 et les travaux dureront 3 ans. La technique retenue est le béton armé et pour le confectionner des tonnes de galets situées en contrebas des falaises seront remontées. Au cours de ce travail difficile, un ouvrier est décédé.

## Architecture
L'édifice en béton armé a une forme en U, les toitures sont du type terrasse et la tour de veille s'élève 12 m plus haut.
Le balcon de la tour fut vitré en 1973, lors de la réhabilitation de la chambre de veille.

## Fonctionnement
Ce sémaphore est armé en deuxième catégorie, il assure donc la veille du lever au coucher du soleil. Il est chargé notamment de surveiller les pêcheurs, les plaisanciers et l'entrée du goulet de Brest fréquentée par de nombreux navires.